# Estadio Ecológico
El Estadio Ecológico es un estadio de fútbol. Está ubicado en Mercedes, Montes de Oca, San José y es sede del Club de Fútbol UCR más conocida como la "UCR" o la "U" que militó en la Primera División de Costa Rica.

## Características
El Estadio Ecológico se localiza dentro de las instalaciones deportivas de la Universidad de Costa Rica, sobre la ruta 202, carretera a Sabanilla.
En total, ocupa un área de 25 hectáreas que incluye (además del estadio propiamente dicho), la Escuela de Educación Física y Deportes, tres gimnasios multiuso, un área de natación con dos piscinas, áreas de tenis, voleibol de playa, fútbol, baloncesto y atletismo al aire libre.
El inmueble cuenta con gramilla natural y tiene capacidad para 1.800 aficionados en butacas en todas las graderías del estadio y carece de iluminación artificial. Alrededor de la cancha se ubica una pista de tartán para practicar atletismo.

## Reseña
El origen del nombre "Ecológico" responde al desarrollo de conceptos de armonización de la infraestructura con la naturaleza del entorno; esto es notable en que fue construido en una cuenca natural, así como en que buena parte de las graderías ocupan una pendiente del terreno. De igual forma, existe una zona arborizada en todo su perímetro.
Por lo tanto, se ha establecido con la idea de tener un estadio de fútbol que permitiera el contacto con la naturaleza y que buscara promover, además, una forma de educación ambiental con un entorno saludable, de limpieza y de recreación familiar.
El estadio continúa en construcción, según las prioridades establecidas por la Universidad. Actualmente, se encuentra en proceso de elaboración los carteles de licitación para las graderías y torres de iluminación.